# Fil-Asian Airways
La Fil-Asian Airways, precedentemente nominata Mid-Sea Express e di cui è il successore, era una compagnia aerea regionale filippina fondata nel 2011 e controllata dalla Island Helicopter Services, con sede a Lapu-Lapu, Mactan, presso l'Aeroporto Internazionale di Mactan-Cebu.
Il primo volo della compagnia è stato effettuato il 22 giugno 2013 sulla tratta Manila - Tablas con uno dei tre NAMC YS-11 che formavano la flotta della compagnia aerea. Nel 2014 ha sospeso tutte le operazioni di volo.